# Шено, Лависка
Лависка Террелл Шено—младший (англ. Laviska Terrell Shenault Jr.; 5 октября 1998, Ирвинг, Техас) — профессиональный футболист, выступающий на позиции уайд ресивера в клубе НФЛ «Каролина Пэнтерс». На студенческом уровне играл за команду Колорадского университета. На драфте НФЛ 2020 года был выбран во втором раунде.

## Биография
Лависка Шено родился 5 октября 1998 года в городе Ирвинг в Техасе. Его отец, Лависка Шено—старший, погиб, когда ему было десять лет. Лависку и его младшего брата Вонтея воспитывала мать Энни. Он окончил школу в городе Десото, играл за её футбольную команду. В выпускной год Шено набрал на приёме 825 ярдов с девятью тачдаунами, помог команде выиграть все шестнадцать матчей сезона и впервые в истории стать победителем II дивизиона чемпионата штата. На момент окончания школы он получил оценку четыре звезды из пяти возможных по версиям специализированных сайтов Rivals.com, 247Sports и Scout.com. В апреле 2016 года Лависка объявил о намерении продолжить образование и карьеру в Колорадском университете. В январе 2017 года он сыграл за сборную США возрастной категории до 19 лет в чемпионате Северной Америки.

### Любительская карьера
В чемпионате NCAA Шено дебютировал в 2017 году, сыграв в двенадцати матчах команды. В своей дебютной игре он занёс 55-ярдовый тачдаун на возврате панта. В сезоне 2018 года он сыграл в девяти матчах, три игры пропустив из-за травмы ноги. Год Лависка завершил с 1 011 ярдами и шестью тачдаунами, ещё пять тачдаунов он сделал на выносе. По итогам турнира он стал лучшим ресивером NCAA по среднему числу приёмов за матч (9,6). Шено установил двенадцать рекордов университета, по результатам опроса тренеров вошёл в символическую сборную конференции Pac-12, претендовал на Приз Билетникоффа лучшему принимающему студенческого футбола.
В 2019 году Шено сыграл в девяти матчах, набрав на приёме 721 ярд с четырьмя тачдаунами. В нескольких играх он выходил на поле в статусе капитана команды. Перед началом сезона его называли в числе претендентов на пять индивидуальных наград студенческого футбола, в том числе приза лучшему игроку года. Аналитики сайтов ESPN и Bleacher Report Мел Кайпер и Мэтт Миллер включали его в число самых перспективных игроков, выходящих на драфт НФЛ в 2020 году.

#### Статистика выступлений в NCAA
| Сезон | Команда           | Игры | Приём | Приём | Приём | Приём | Вынос | Вынос | Вынос | Вынос |
| Сезон | Команда           | Игры | Rec   | Yds   | Y/A   | TD    | Att   | Yds   | Y/A   | TD    |
| ----- | ----------------- | ---- | ----- | ----- | ----- | ----- | ----- | ----- | ----- | ----- |
| 2017  | Колорадо Баффалос | 12   | 7     | 168   | 24,0  | 0     | 2     | 4     | 2,0   | 0     |
| 2018  | Колорадо Баффалос | 9    | 86    | 1 011 | 11,8  | 6     | 17    | 115   | 6,8   | 5     |
| 2019  | Колорадо Баффалос | 9    | 56    | 764   | 13,6  | 4     | 23    | 161   | 7,0   | 0     |
| Всего | Всего             | 30   | 149   | 1 943 | 13,0  | 10    | 42    | 280   | 6,7   | 7     |

### Профессиональная карьера
Аналитик CBS Бен Гретч перед драфтом НФЛ 2020 года главным достоинством Шено называл его способность набирать ярды после приёма мяча. Он отмечал большое число сброшенных захватов и приёмов мяча в непосредственном контакте с соперником, указывающие на правильное использование игроком своих физических данных. При этом, несмотря на рост и вес, типичные для принимающих, действующих вблизи линии розыгрыша, он успешно играл и в глубине поля. В составе «Колорадо» его задействовали и при розыгрышах из построения уайлдкэт, когда мяч после снэпа получал не квотербек, а выносящий игрок. Самым большим недостатком Гретч называл историю травм Шено, перенесшего три операции. Кроме того, беспокойство клубов лиги могло вызвать снижение его результативности в последний год студенческой карьеры. 
На драфте Шено был выбран во втором раунде под общим 42 номером клубом «Джэксонвилл Джагуарс». В июле он подписал с командой контракт. В регулярном чемпионате НФЛ он дебютировал на первой игровой неделе сезона 2020 года. В матче против «Индианаполис Колтс» он набрал на приёме 37 ярдов с тачдауном. Всего первом сезоне своей карьеры Шено сделал 58 приёмов на 600 ярдов с пятью тачдаунами. Тренерский штаб задействовал его на краю поля, в роли слот-ресивера, хавбека, а также как принимающего снэп игрока в уайлдкэт-формации. В 2021 году его эффективность, как и ряда других игроков при тренере Урбане Мейере, снизилась. В шестнадцати матчах чемпионата Шено сделал 63 приёма на 619 ярдов, не занеся ни одного тачдауна. По сравнению с 2020 годом снизилось среднее количество набираемых им ярдов на приём, более чем на 10 % сократилось количество принятых передач. На предсезонных сборах летом 2022 года он претендовал на место третьего принимающего «Джагуарс», но в конце августа был обменян в «Каролину».

#### Статистика выступлений в НФЛ

##### Регулярный чемпионат
| Сезон | Команда              | Игры | Приём | Приём | Приём | Приём | Вынос | Вынос | Вынос | Вынос |
| Сезон | Команда              | Игры | Rec   | Yds   | Y/A   | TD    | Att   | Yds   | Y/A   | TD    |
| ----- | -------------------- | ---- | ----- | ----- | ----- | ----- | ----- | ----- | ----- | ----- |
| 2020  | Джэксонвилл Джагуарс | 14   | 58    | 600   | 10,3  | 5     | 18    | 91    | 5,1   | 0     |
| 2021  | Джэксонвилл Джагуарс | 16   | 63    | 619   | 9,8   | 0     | 11    | 41    | 3,7   | 0     |
| Всего | Всего                | 30   | 121   | 1219  | 10,1  | 5     | 29    | 132   | 4,6   | 0     |